# 2e régiment de ligne (Belgique)
Le 2e régiment de ligne  (en néerlandais : 2de Linieregiment) était une unité d'infanterie de la force terrestre des forces armées belges.

## Historique
Le régiment de Namur est créé par un arrêté du régent le 16 octobre 1830 à partir du 12de afdeling de l'armée néerlandaise. Le 25 novembre 1830, il est renommé en 2e régiment de ligne.
Durant la campagne des 10 jours, du 2 au 12 août 1831, son 3e bataillon combat à Zonhoven et Kempt.

### Première Guerre mondiale
Lors de la mobilisation, comme tous les régiments de ligne d'active, il est divisé pour donner naissance au 22e régiment de ligne. Ensemble, ils forment la 2e brigade mixte de la 1re division d'armée. Il est dirigé vers Tirlemont sur les positions défensives établies sur la Gette.
Le 18 août, le régiment subit de lourdes pertes devant Tirlemont aux combats de Hautem-Sainte-Marguerite mieux connus sous le vocable flamand Slag der zeven zillen.
Le 25 août 1914, il participe avec la 2e brigade mixte à la première sortie d’Anvers et combat à Sempst et à Weerde.
Le 11 septembre 1914, il attaque à travers les bois de Schiplaeken avec son régiment frère, le 22e de ligne, les positions allemandes situées entre la Senne et le canal de Louvain, mais ils n'arrivent pas à enlever les positions de Kampelaar, Wippendries et Elewyt.
Début octobre 1914, il défend la rive sud de la Nèthe entre Rumst et Duffel jusqu'à la retraite de l'armée belge sur l'Yser. Il est alors positionné le long du fleuve, entre la borne 9 et le milieu de la boucle qu'il forme à Tervaete.
Durant les 4 ans du conflit, il défendra notamment les secteurs de Steenstraete, Dixmude, Pervyse et Merkem
Lors de la grande offensive de septembre 1918, le régiment enlève la position de Klerken-Riegel le 28. Durant la seconde phase de l’offensive, le régiment est placé en réserve de la 4e division d’armée qui progresse victorieusement par Handzame, Kortemark et Torhout.
Le 17 octobre, le régiment est positionné sur le front de Oostkamp-Wijngene, puis le 20 sur le canal de dérivation de la Lys et finit la guerre sur l’Escaut, au nord d’Eeke.

### L'entre-deux-guerres
Le régiment est envoyé en Allemagne de 1919 à 1925 pour participer à l'occupation de la Rhénanie. Par après, il sera en garnison à Gand.

### Seconde Guerre mondiale
Il fait partie de la 12e division d'infanterie.
Le 10 mai 1940, le régiment participe à la défense de la position fortifiée d'Anvers.
L'état-major de la division prend ses quartiers au Fort 2 à Wommelgem.
Le régiment prend position dans le sous-secteur central entre 's Gravenwezel au nord et l'Escaut au sud. Les 2 premiers bataillons se trouvent en première ligne.
Le soir du 17 mai, le régiment bat en retraite avec le reste de la division vers la Flandre via Wommelgem, Borsbeek, Mortsel Oude god
Le 18 mai, le régiment atteint Tamise après une marche via Hemiksem, Bazel et Steendorp.
Le 19 mai dans la matinée, il reçoit l'ordre de marcher jusqu'à Lokeren pour y embarquer dans des trains. La gare est bombardée et le régiment se disperse. Il faudra toute la journée pour regrouper autant que possible le régiment et l'envoyer à pied vers Gand. La majorité du régiment passera la nuit autour du château d'Evergem
Le 20 mai, le régiment poursuit sa marche vers Gand et prend ses nouvelles positions durant l'après-midi derrière le canal de dérivation autour de Hansbeke. De nombreux soldats auront perdu le contact avec le régiment durant les manœuvres et bombardements.
Le 22 mai tôt le matin, le régiment quitte ses positions pour Ronsele où il passe le reste de la journée à fortifier sa position.
Le 23 mai, le régiment est déplacé à 2 km de là, près de Zomergem.
Le 24 mai, les Allemands lancent un assaut et, après un bref mais intense combat, ils prennent le secteur du 1er bataillon.
Le 25 mai à l'aube, le 1er bataillon du 22e de ligne lance une contre-attaque aidé de la 9e compagnie du 2e de ligne. Ils reprennent les positions perdues la veille et font 235 prisonniers.
Le 26 mai, il subit d'importants bombardements et doit faire face à un nouvel assaut d'infanterie vers 17h15. Le régiment recule légèrement mais parvient à conserver une partie du canal.
Le 27 mai vers 10h00 tombe l'ordre de repli. Dans l'après-midi, le régiment se retire sur Straden qu'il atteint vers 17h00.
Le 28 mai, la Belgique capitule et le régiment est de facto dissout.

### Après-guerre
En 1946, le régiment est reconstitué à Malines avant d'être envoyé à Siegen en Allemagne.

## Drapeau
Il porte les inscriptions suivantes :
- Hautem Sainte-Marguerite
- Anvers
- Yser
- Klerken
- Campagne 1914-1918

Dans la nuit du 27 au 28 mai 1940, il fut caché à l'abbaye Saint-André-lez-Bruges.
En 1992, il est transmis au Centre du Service Administratif.
Le 22 septembre 1995, il est attribué au Régiment Territorial provincial de Flandre Orientale

## Organisation
Le 10 mai 1940 régiment est composé comme suit:
- 1 compagnie de commandement;
- 1 compagnie médicale
- 1 peloton d'éclaireurs
- 3 bataillons divisés en :
  - 3 compagnies de fusiliers
  - 1 compagnie de mitrailleurs
- 1 bataillon divisé en :
  - 1 compagnie de mitrailleurs (13e)
  - 1 compagnie anti-chars (14e)
  - 1 compagnie de mortier (15e)

## Personnages célèbres
- Le lieutenant-général Piron fut chef de peloton à la 2e compagnie du 2e bataillon de 1914 à 1916.

## Sources
- (nl) Site sur les différents régiment belges entre 1830 et 1914
- (nl) Site sur l'armée belge en 1940